# ノートルダム大聖堂 (ランス)
座標: 北緯49度15分12秒 東経04度01分58秒 / 北緯49.25333度 東経4.03278度

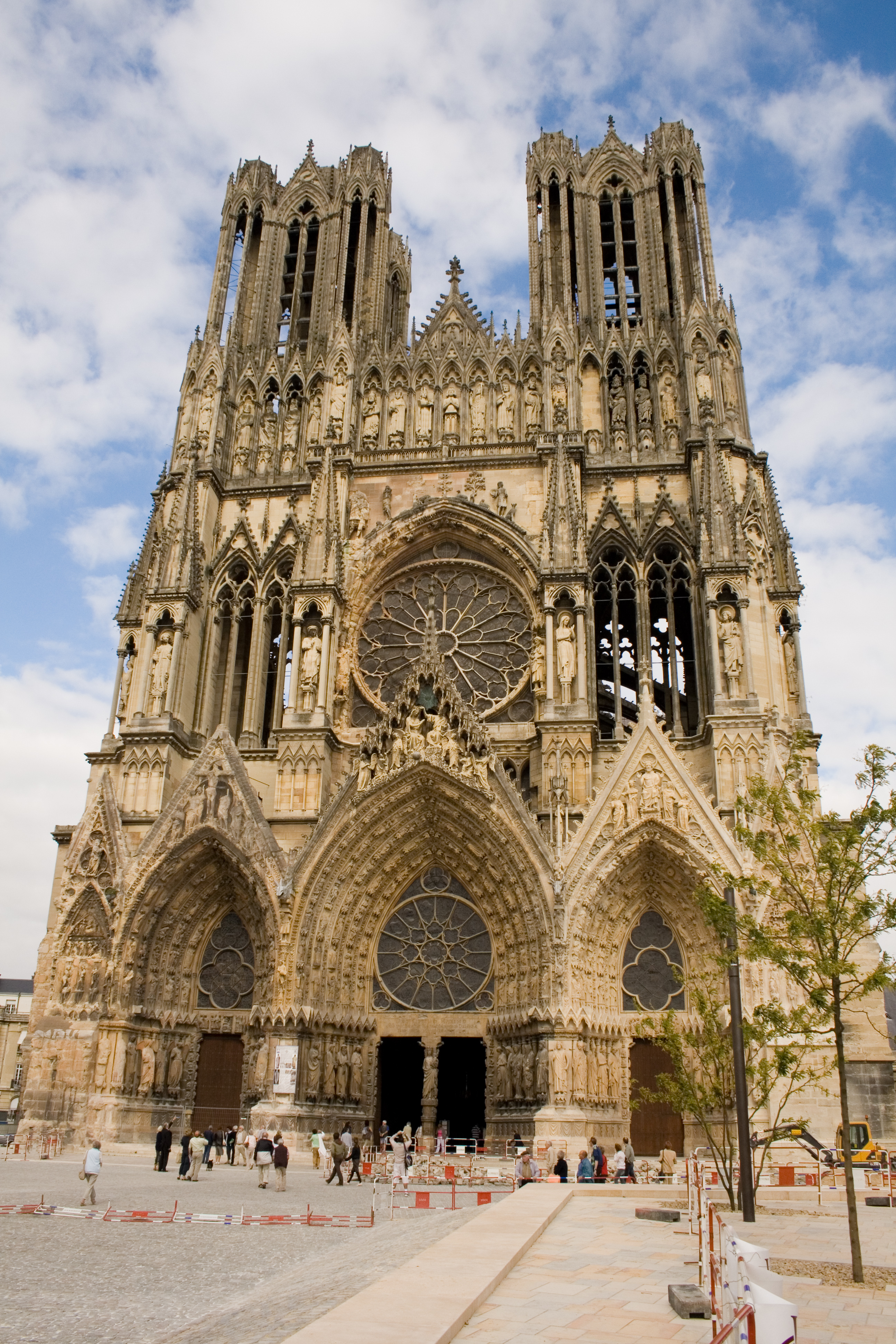
大聖堂正面

ランス・ノートルダム大聖堂（ランス・ノートルダムだいせいどう、Cathédrale Notre-Dame de Reims）は、パリから東北東約130kmに位置する街ランスにあるカトリックの大聖堂。
隣接するトー宮殿、市内の聖レミ教会堂とともに1991年に、ユネスコ世界遺産に登録された。（一体としての世界遺産については「ランスのノートルダム大聖堂、サン＝レミ旧大修道院、トー宮殿」を参照）

## 概要
フランク王国の国王クロヴィスがランス司教レミギウスにキリスト教改宗の洗礼を受けたことから、大聖堂では歴代フランス国王の戴冠式が行われた歴史を持つ。シャルトル大聖堂やアミアン大聖堂と並び、フランス国内におけるゴシック様式の傑作の一つと称される。

## 歴史

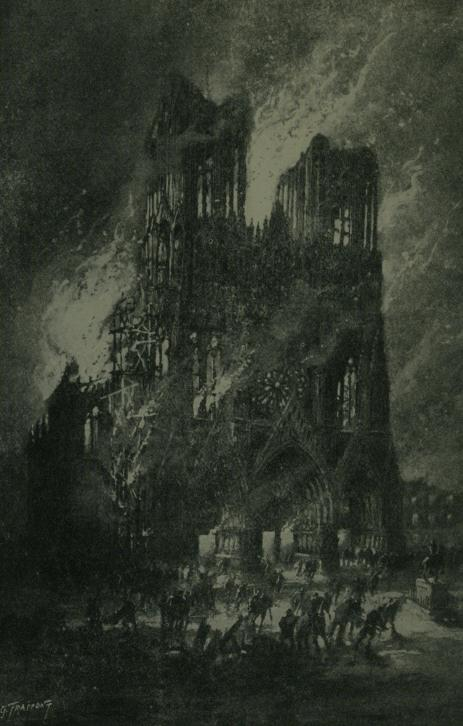
爆撃を受け、炎上する大聖堂(1915)

現大聖堂は、1210年に火災で消失した教会の代わりとして、1211年5月6日に建造が開始され、内陣のある東側部分から着工された。1233年から1236年には、建造資金源として課された重税に苦しんだランス市民によって、大聖堂の工事を率いる高位聖職者に対する反乱が起こされたが、内陣は13世紀半ばに完成され、13世紀末には西側部分以外の大部分が完成した。その後、百年戦争中の1359年から1360年の間に英国によって包囲されるなどで、一時作業が中断したが、14世紀には未完成だった西側も完成した。ただし、ファサード部は建設が遅れ、2つの鐘塔は南側が1445年、北側が1475年にようやく完成を見た。また、百年戦争の英雄であるジャンヌ・ダルクはシャルル7世とともにランス大聖堂を訪れている。
その後ランス・ノートルダム大聖堂は、フランス革命時の動乱で彫像を中心に破壊されたが、1875年にフランスの国会で修復のために現在の価格で約8万ユーロが投資されることが決議され、彫像の多くが修復された。しかし、第一次世界大戦中の1914年から1918年までドイツ軍の空襲や砲撃を受けたことで、彫像や約半数のステンドグラスが失われ、特に1914年9月19日に空襲により発生した火災は、北側から燃え広がり、屋根の全てを覆い尽くし、大聖堂は壊滅的な被害を受けた。終戦後にランス出身の建築家であるアンリ・ドゥヌの主導によって再建が開始され、1938年に竣工した後に一般に開放されたが、現在も一部修復作業が行われている。

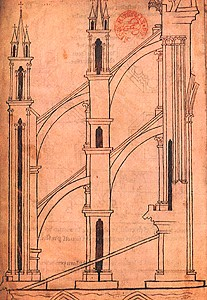
13世紀の画家ヴィラール・ド・オヌクールによって描かれたフライング・バットレスの構造のスケッチ

ランス大聖堂内部の平面図

## 建築
外観
外陣は東西に細長く、垂直方向の上昇感を強調している一方で、内陣は広大な印象を与える。四分ヴォールトで構成されていて、周囲をフライング・バットレスが支える一般的なゴシック様式の構造となっているのに対して、バラ窓が一般的なゴシック様式の聖堂に見られる定位置に一つと、さらにその下の本来タンパンがあるべきところにもバラ窓が一つ配されている。その代わりに本来そこに彫刻として表されるべきテーマはさらに上方の三角形の破風に移されている。
ランス大聖堂は同時代の大聖堂と比較して、門から塔に至るまでのファサード部の彫刻、彫像の膨大さと優美さが特徴的である。特に西正門入口の彫像は有名で、聖母マリアの物語を描いた彫像があり、「微笑みの天使」が有名である。正門は聖母マリアを第三層の王のギャラリーはクロヴィスの戴冠を描いている。彫像はそれ以前に建造されたシャルトル大聖堂に比べて、非常に自由なポーズで感情表現がなされている点が特徴的である。第一次世界大戦での爆撃により、損傷が激しい像は隣接する隣接するトー宮殿にオリジナルが保存、展示されている。
ファサードは北側がランス司教や最後の審判を表していて、南側は予言や12人の弟子の物語が壮麗なステンドグラスと彫刻に描かれている。
内観
聖堂内部は長さ138.75mで幅30m、中心の高さは38mである。身廊は戴冠式の参加者を収容するために広く設計されている。また他の聖堂と比較して非常に明るいという特徴があり、これは当初のステンドグラスは18世紀に堂内の蝋燭を節約するために、一部のステンドガラスを透明なガラスに変えられたことが理由である。現在のステンドグラスはその壮麗さで有名であり、シャガールのステンドグラスが後陣の最奥に1974年に配され、他にも特産品であるシャンパンの製造過程を描いたステンドグラスがシャンパン製造業者によって寄贈されている。
より高い尖塔アーチの採用により、プロポーションは険しくなっているものの、シャルトルにおいて確立された古典期ゴシックの要素が引き継がれている。ピリエ・カントネ（円筒状のコアに四つの添え柱のついたピア）に支えられた大アーケード・四連式トリフォリウム・クリアストーリーからなる三層構成の身廊立面、四分交差リブ・ヴォールトなどである。しかし、ランスではクリアストーリーに新たな形式であるトレーサリー（六弁薔薇飾りのある2つの尖塔アーチ）が採用された。このことによって、支持材のあいだの壁体は完全に排除され、ステンド・グラスの面積は増大している。また、側廊の壁にもトレーサリーが採用され、シャルトルとの差異が際立っている。その後、このトレーサリーがゴシックの窓として定着することとなった。
内陣については、様々な建築的制約により、不規則な平面となったシャルトルに対し、ランスでは十角形の五辺の半円の平面という初期ゴシックの内陣の伝統を引き継いでいる。内陣ではピリエ・カントネは放棄されているが、内側へ向いた一本の添え柱を持った円柱によって、上部との垂直的結合が生まれている。この内陣は主廊全体へとスムーズに移行している。

## 国王戴冠式の場としての役割
ランス大聖堂は496年、フランク王国の初代国王であったクロヴィスが、ランスの司教だったレミギウス（聖レミ）から洗礼を受けてローマ・カトリックに改宗して以来、歴代フランス国王の戴冠の秘蹟を授ける聖別式が行われるようになった。816年にルイ1世が初めて戴冠式を行ってから、1825年のシャルル10世に至るまで、32人（現在の12世紀の建物では25人）の王が現大聖堂で聖別を受けた。大聖堂で戴冠式を行った王には、15世紀ジャンヌ・ダルクに連れられて聖別を受けに来たシャルル7世や、ルイ13世、ルイ14世、ルイ16世などがいる。

## ギャラリー

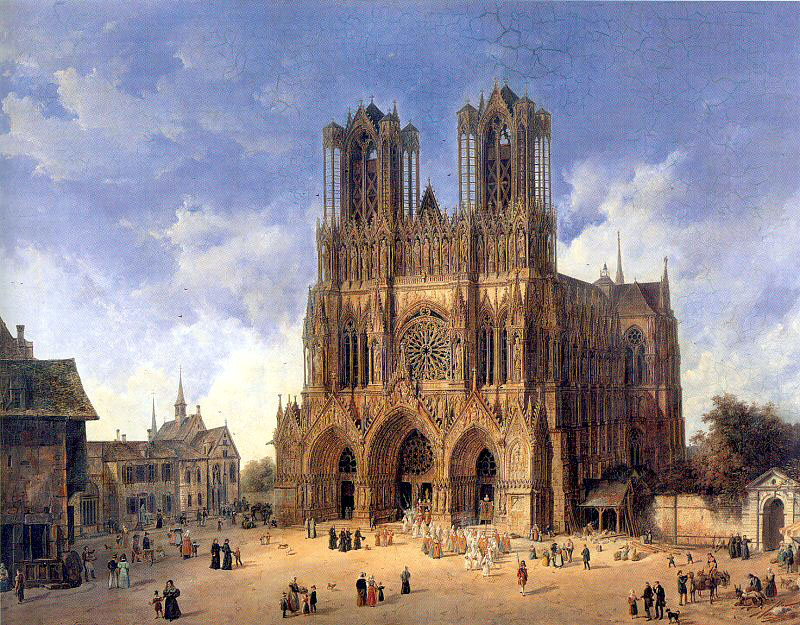
18世紀の画家ドメニコ・クアーリョによるランス大聖堂
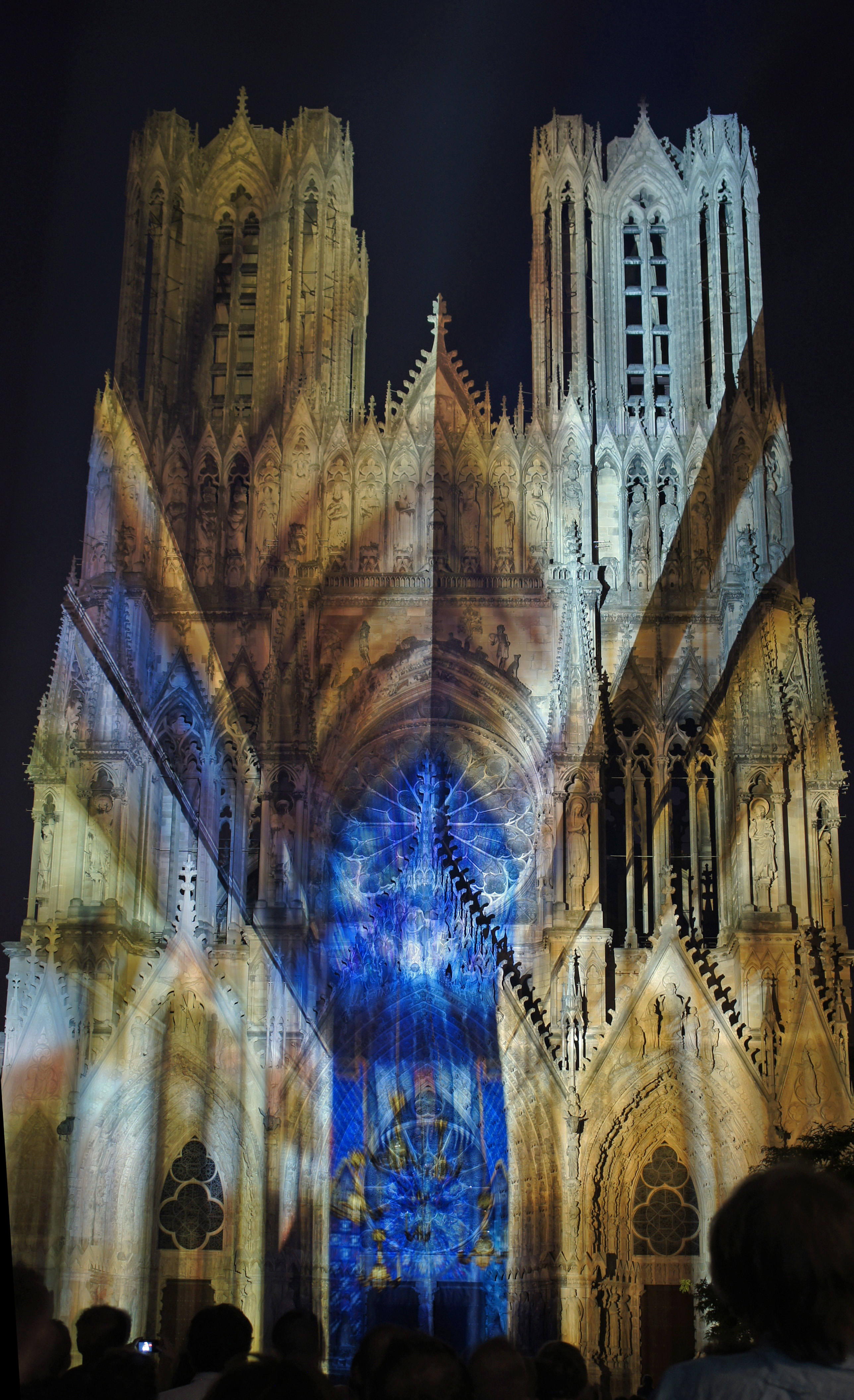
ナイトショー
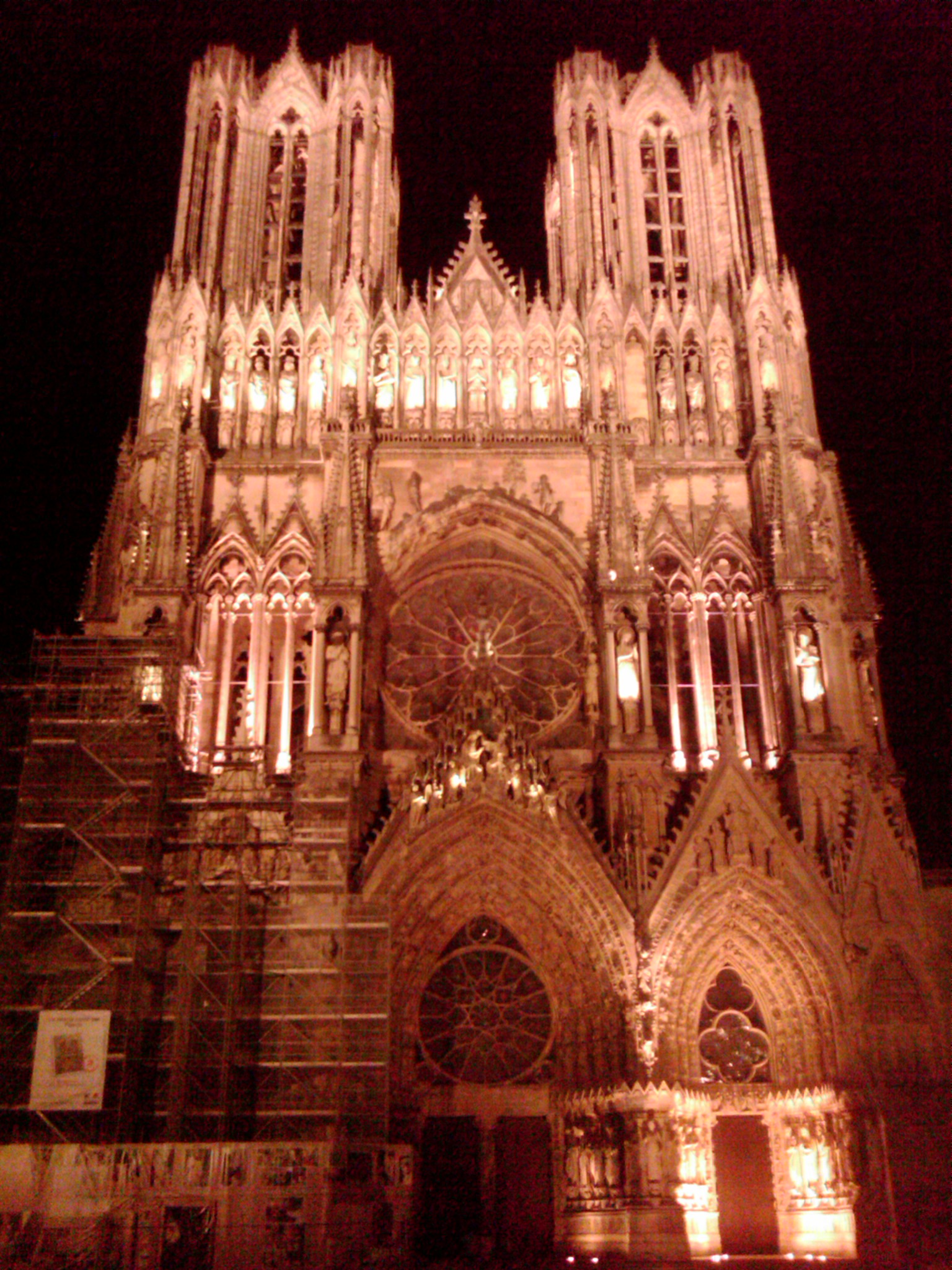
ライトアップされたランス大聖堂
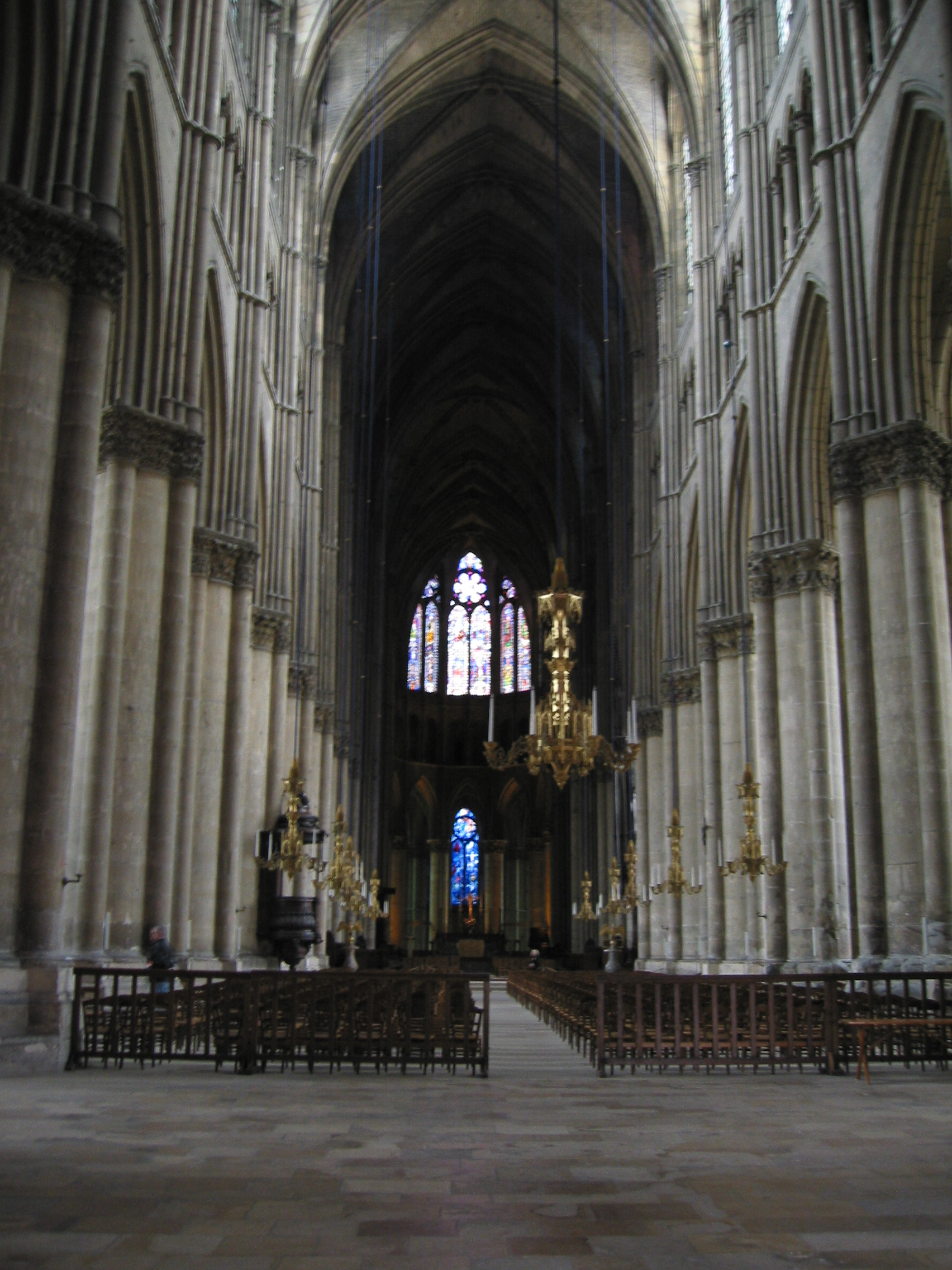
内部の様子（身廊）
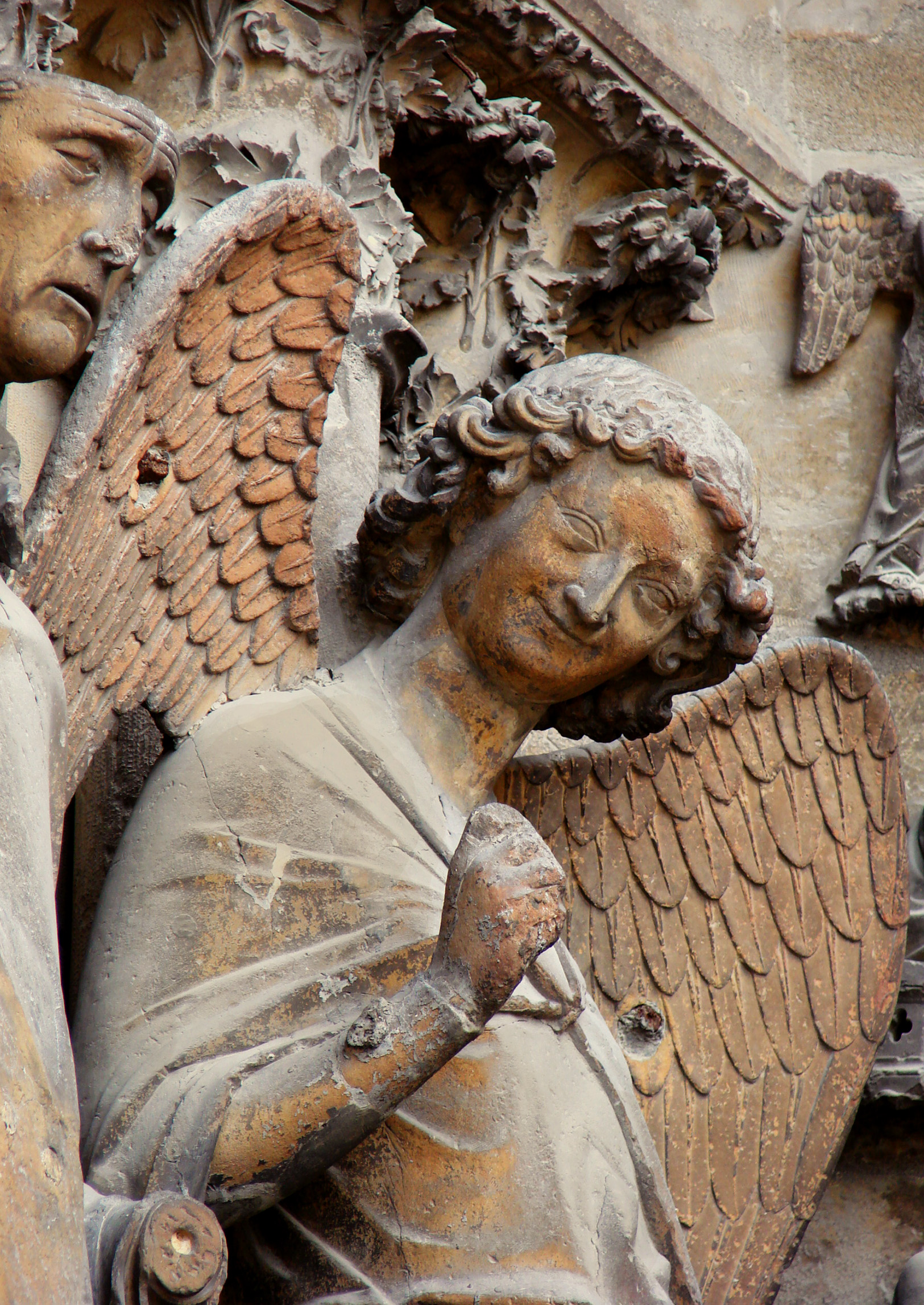
微笑みの天使の彫像
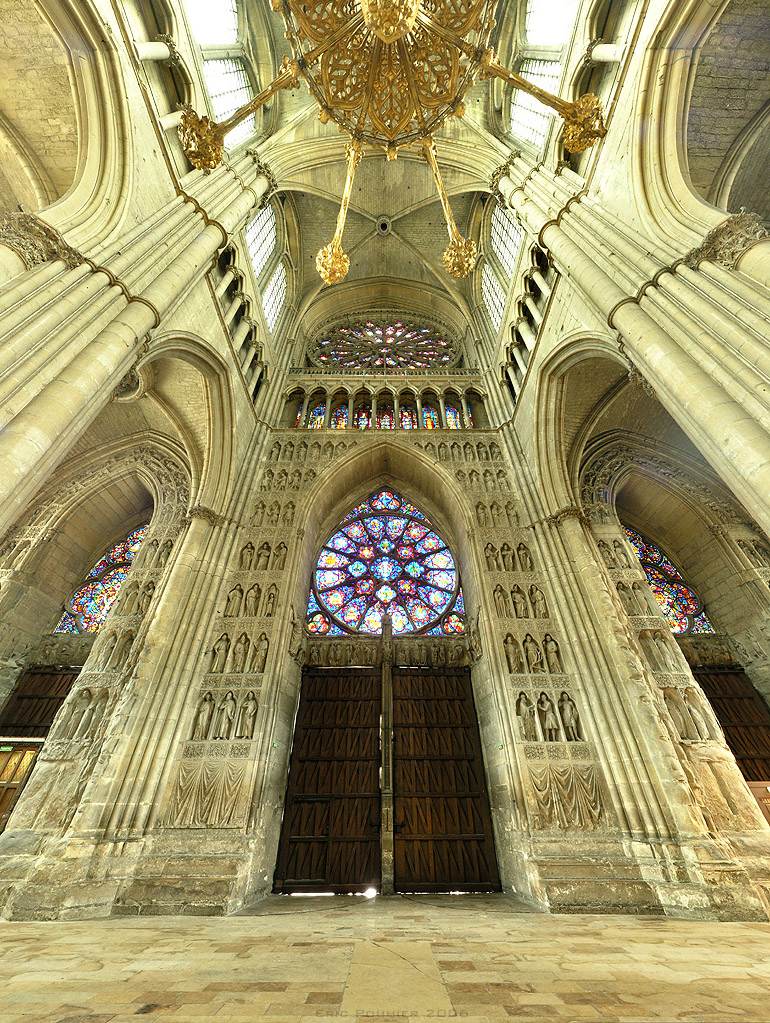
内部のファサード
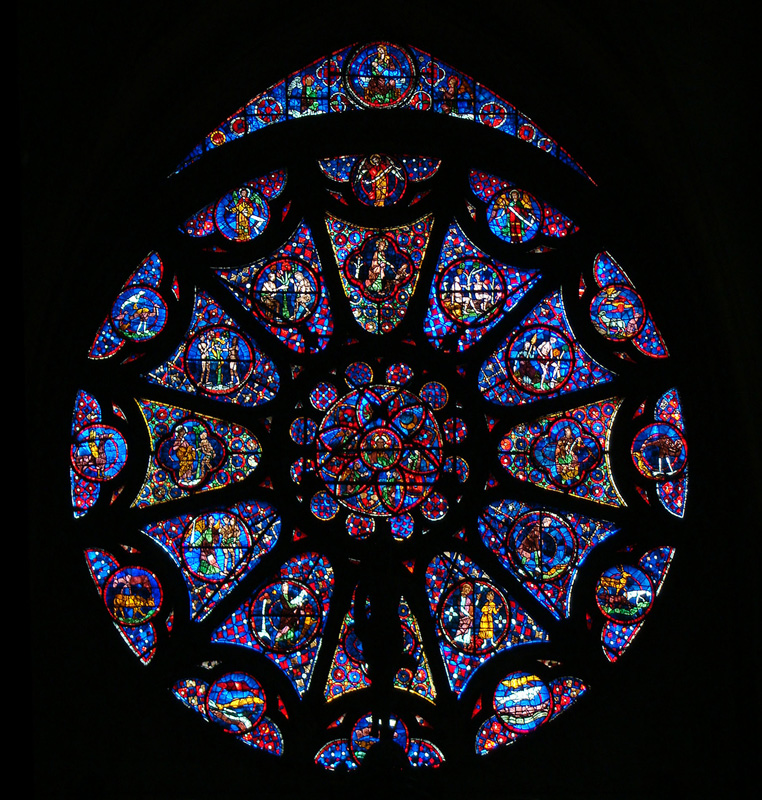
北側のバラ窓
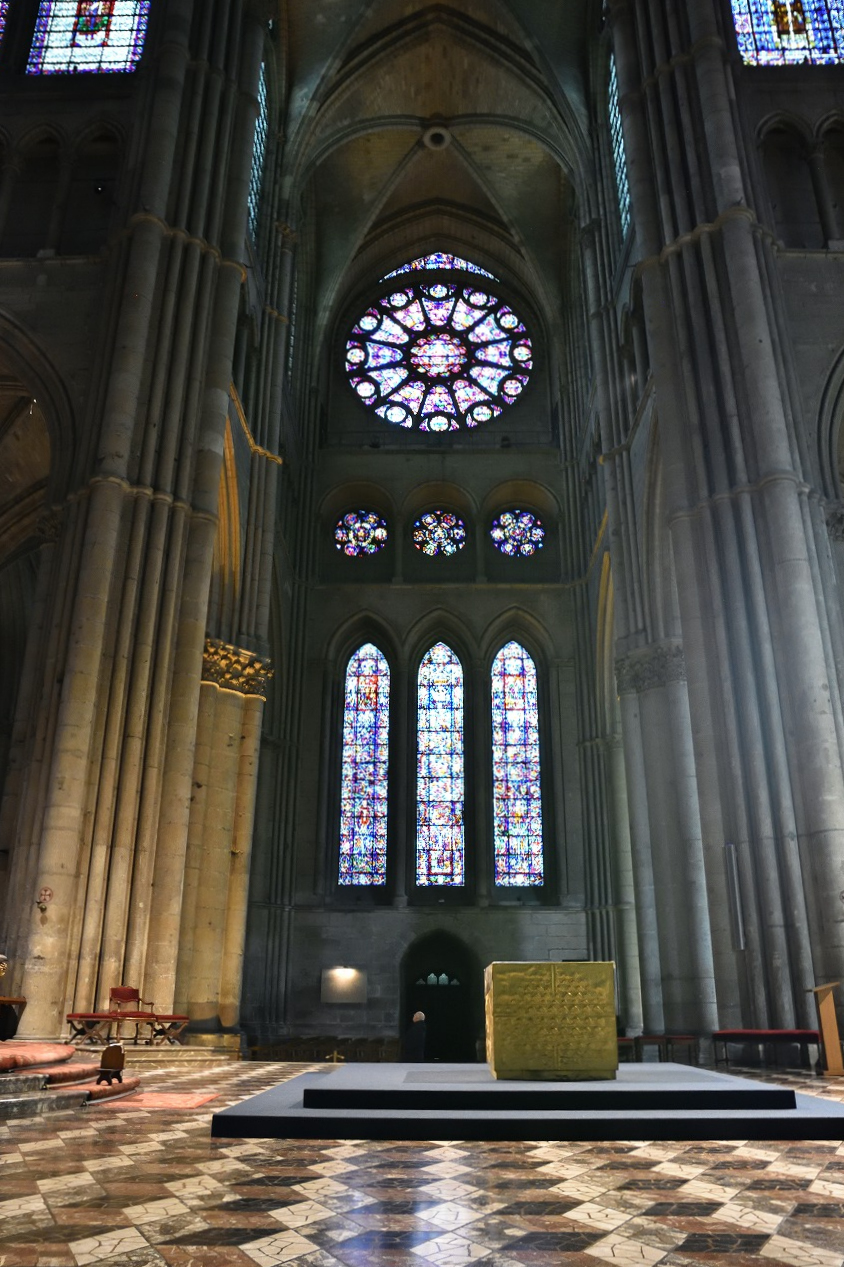
大聖堂内部から見たステンドグラス
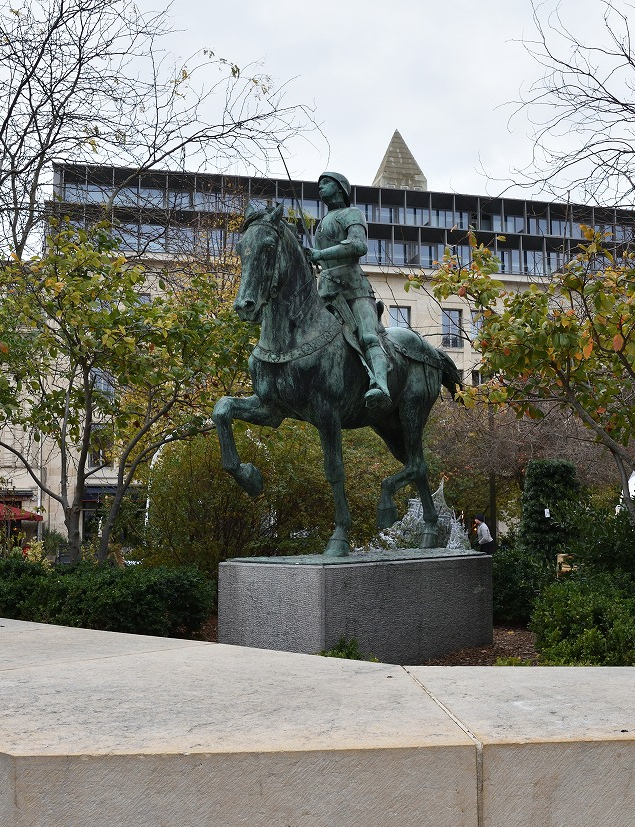
大聖堂を見上げるジャンヌ・ダルク像